# Försäkringsanställdas förbund
Försäkringsanställdas förbund var ett svenskt fackförbund inom Landsorganisationen (LO) som ursprungligen bildades 1918 med namnet Försäkringsmännens riksförbund, namnändrades 1920 till Försäkringsfunktionärernas förbund och slutligen 1969 till Försäkringsanställdas förbund. Det uppgick 2002 i Statstjänstemannaförbundet och lämnade därvid LO för TCO.

## Historia
- 1909 bildades den första fackliga organisationen blande de försäkringsanställda i Göteborg som dock snart upphörde. Men antalet fackföreningar växte.
- 1918 bildades Försäkringsmännens riksförbund på en kongress i Stockholm. Man beslöt att begära och fick anslutning till LO. De första medlemmarna var heltidsanställda försäkringsförsäljare i de s.k. folkförsäkringsbolagen Folket och Trygg och de kände en naturlig samhörighet med LO. Ordförande blev Karl Eklund.
- 1920 tecknades det första kollektivavtalet och förbundsnamnet ändrades till Försäkringsfunktionärernas förbund. Samma år motionerades om att förbundet borde anslutas till Svenska handelsarbetareförbundet enligt LO:s industriförbundsprincip, men det blev avslag. Diskussionerna om gränsdragningen mot Handels fortsatte emellertid under åren.
- 1923 hade förbundet 238 medlemmar. [1]
- 1930 och framåt anslöts allt fler sjukkasseanställda till förbundet. Medlemsutvecklingen dittills hade varit svag och man hade endast 324 medlemmar det året.
- 1950 hade förbundet 157 avdelningar med 6615 medlemmar. Under de följande decennierna medförde utbyggnaden av socialförsäkringarna att medlemsantalet steg kraftigt.
- 1951 avgjordes tvisten med Handels om facklig tillhörighet för de sjukkasseanställda till förbundets fördel och alla sjukkasseanställda i Handels överfördes.
- 1957 anslöt förbundet sig till Statstjänarekartellen och var medlem där fram till att den upphörde 1970.
- 1969 bytte förbundet namn till Försäkringsanställdas förbund - FF.
- 1970 valde förbundet att stå utanför det samma år nybildade Statsanställdas förbund.
- 1973 hade förbundet ca 16000 medlemmar, varav ca 10000 var anställda vid försäkringskassorna.
- 1974 startades en erkänd arbetslöshetskassa.
- 1980 hade förbundet 24640 medlemmar, därav 6914 manliga och 17726 kvinnliga. [1]
- 2002 uppgick förbundet i Statstjänstemannaförbundet och lämnade därvid LO för TCO. [2]